# Samuel Livermore
Samuel Livermore (Waltham, 1732. május 14. – Holderness, 1803. május 18.) az Amerikai Egyesült Államok szenátora (New Hampshire, 1793–1801).